# لارن تامایو
لارن تامایو (انگلیسی: Lauren Tamayo؛ زادهٔ ۲۶ اکتبر ۱۹۸۳) دوچرخه‌سوار اهل ایالات متحده آمریکا است.
وی در مسابقات کشوری و بین‌المللی در مجموع برندهٔ ۱ مدال نقره شده‌است.